# Ceriana congolensis
Ceriana congolensis är en tvåvingeart som först beskrevs av Mario Bezzi 1908.  Ceriana congolensis ingår i släktet griffelblomflugor, och familjen blomflugor.
Artens utbredningsområde är Kongo. Inga underarter finns listade i Catalogue of Life.